# Калена Риос
Калена Риос (Kalena Rios, род. 12 января 1983, Белен) — бразильская порноактриса, эротическая фотомодель и бывшая транссексуальная порноактриса.

## Биография
Родилась 12 января 1983 года в Бразилии.
Начинает свою карьеру в индустрии фильмов для взрослых в 2004 году. За время работы в порноиндустрии снялась в более чем 140 фильмах для взрослых.
Снималась под несколькими сценическими именами: Milene Pink, Emanuelle Rios, Calena Rios, Kalena Hughes и Ralena Rios.
В 2015 году уходит из эротической индустрии.

## Награды и номинации
| Год  | Церемония                     | Результат |
| ---- | ----------------------------- | --------- |
| 2014 | Miss Universo Trans           | Победа    |
| 2012 | Tranny Awards                 | Номинация |
| 2010 | Miss Trans Star Internacional | Номинация |